# Lanius gubernator
Lanius gubernator là một loài chim trong họ Laniidae.